# Макдугалл, Дункан
Дункан Макдугалл (англ. Duncan MacDougall; 1866 — 15 октября 1920) — американский медик и биолог, пытавшийся установить, изменяется ли масса тела человека и животных в момент смерти.

## Эксперимент

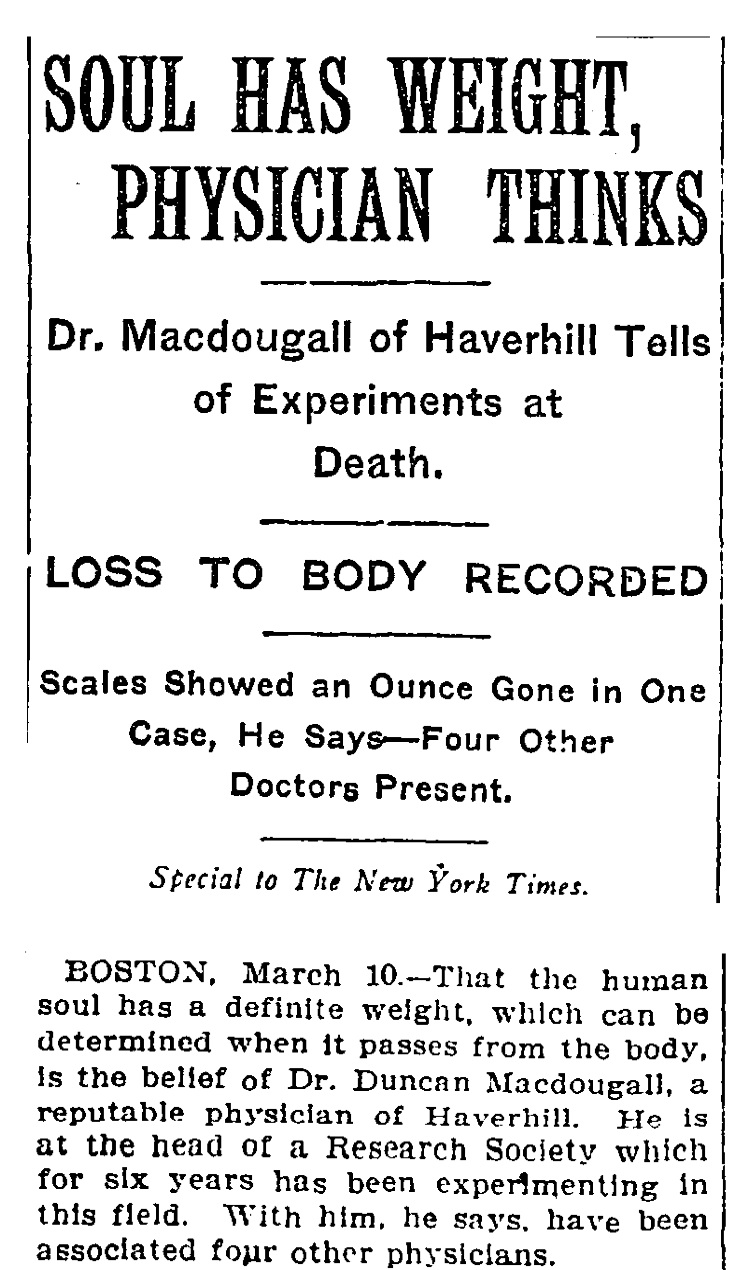
Публикация в Таймс, 1907.

В своей клинике доктор Дункан Макдугалл построил специальную кровать, которая представляла собой большие весы, с чувствительностью до нескольких граммов. Он помещал на эту кровать последовательно шесть больных, находящихся в предсмертной стадии. Наблюдались в основном туберкулёзные пациенты, так как они в предсмертные часы находились в неподвижном состоянии, что являлось идеальным случаем для точной работы тонкого механизма весов. Когда пациент помещался на специальную кровать, то показания весов устанавливались на нулевой отметке. Затем за показаниями велись наблюдения вплоть до самой смерти больного. После смерти фиксировалась потеря в весе. У одного из пациентов она составила 21 грамм. Результаты своих экспериментов доктор Макдугалл опубликовал сначала в периодике, а затем и в научных изданиях, например в журнале «Американская медицина».

## Критика
Первая критика появилась в той же статье, опубликованной «American Medicine», в письмах читателей. Поводом к сомнениям послужили отсутствие должного контроля над измерениями и недостаточная точность использованного оборудования. 
Один из читателей, врач, пожелал ознакомиться с установкой. Доктор Макдугалл не смог предъявить установку для обследования; он ответил, что установка разобрана.
Читатели отметили, что доктор не вёл точного хронометража, поэтому невозможно установить динамику потери веса. Например, Макдугалл писал, что один из пациентов был обследован им спустя три часа сорок минут после предыдущего обхода; смерть могла настигнуть того в любой момент этого промежутка времени. Кроме того, доктор писал, что умертвил на своей установке собаку. Он упоминал, что взвешивание произошло сразу после смерти животного и считал это идеальным базовым событием. В этом эксперименте потери массы не зафиксировано.
Отвечая на критику, доктор Макдугалл признал, что потеря массы пациентами могла происходить вследствие выделения из тела после смерти различных твёрдых, жидких или газообразных субстанций.

## В популярной культуре
Полученное Магдугаллом значение в 21 грамм стало популярным мемом. Так, оно вынесено в название фильма 2003 года «21 грамм» (об эксперименте упоминается в рассказываемой предыстории).
Группа Винтаж в 2007 году выпустила альбом «Криминальная любовь» с треком «21 грамм», в которой упоминается теория Магдугалла.[значимость факта?]